# Hrabstwo Morgan (Missouri)
Hrabstwo Morgan (ang. Morgan County) – hrabstwo w stanie Missouri w Stanach Zjednoczonych. Obszar całkowity hrabstwa obejmuje powierzchnię 613,89 mil² (1590 km²). Według danych z 2010 r. hrabstwo miało 20 565 mieszkańców. Hrabstwo powstało w 1833 roku i nosi imię Daniela Morgana – generała wojsk amerykańskich w wojnie o niepodległość Stanów Zjednoczonych.

## Sąsiednie hrabstwa
- hrabstwo Cooper (północ)
- hrabstwo Moniteau (północny wschód)
- hrabstwo Miller (południowy wschód)
- hrabstwo Camden (południe)
- hrabstwo Benton (zachód)
- hrabstwo Pettis (północny zachód)

## Miasta i miejscowości
- Barnett
- Stover
- Syracuse
- Versailles

## Wioski
- Gravois Mills
- Laurie